# 圆顶蒲桃
圆顶蒲桃（学名：Syzygium kashotense）为桃金娘科蒲桃属的植物。分布于台湾等地。